# 제21회 광화문국제단편영화제
제21회 광화문국제단편영화제는 2022년 11월 16일에 열린 시상식이다.

## 수상 및 후보

### 금상
- 남아있는 것들 - 다니엘 소아레스 수상

### 은상
- 세이프 애즈 하우시스 - 멀랄키 미아 수상

### 동상
- 여름손님 - 김수현 수상

### 관객상
- 앨리스 온 더 비치 - 우 드-춘 수상

### 본선진출작
- 앨리스 온 더 비치 - 우 드-춘
- 비욘드 테루엘 - 마누엘 오몬테
- 하산 - 김준
- 파이어 앳 더 레이크 - 피에르 메나헴
- 그랜드 프릭스 - 안소니 르메트르
- 그린-핏 - 막심 피스토리오
- 하드코어 - 아단 알리아가
- 과민성 증후군 - 첸 하오 웨이 외 1명
- 가오슝 시티, 옌청 디스트릭트, 푸베이 Rd., No.31 - 치앙 위-량
- 미스티다 - 팔카오 NHGA
- 노이즈 랩소디 - 김운하
- 피체 리턴스 투 더 링 - 헬리 피시닌
- 언니를 기억해 - 조하영
- 리볼트 위드 드래곤 - 린즈원류
- 세이프 애즈 하우시스 - 멀랄키 미아
- 여름손님 - 김수현
- 더 스카이 이즈 스퀘어 - 마가르드 아그네스
- 더 웨이 아이 웰컴 유 - 암파로 포춘티
- 남아있는 것들 - 다니엘 소아레스
- 웬 헨지 밋스 크레선트 - 루 포우 션
- 겨울손 - 김서현